# Apostolic Church of South Africa – Apostle Unity
Die Apostolic Church – Apostle Unity (Apostoliese Kerk – Aposteleenheid) ist eine südafrikanische Freikirche in der Tradition der katholisch-apostolischen Erweckungsbewegung des frühen 19. Jahrhunderts. Sie wurde ab 1889 von Australien aus gegründet und entstand in ihrer jetzigen Form 1956 als Zusammenschluss einer Gemeinschaft, die sich 1955 von der Neuapostolischen Kirche (NAK) getrennt hatte und südafrikanischen Gemeinden der Apostolic Church of Queensland.

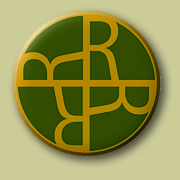
Logo

Ihr Logo ist das gleiche, wie das der australischen Gemeinden: ein 4R-Symbol. Die vier „R“s stehen für: RIGHT – ROYAL – RIGHTEOUS – RICH. Richtig in Bezug auf die biblischen Schriften, königlich in Bezug auf die Brautgemeinde Christi, rechtschaffen in Bezug auf die Teilhabe am Leib und Blut Christi und reich in Bezug auf die Zusagen Christi an seine Apostel.

## Geschichte der Klibbe-Gruppe, Südafrika
Der australische Apostel Heinrich F. Niemeyer ordinierte 1889 Carl Klibbe (1852–1931) zum Evangelisten und entsandte ihn zur Mission nach Südafrika. Klibbe siedelte nach Südafrika über und begann seine Missionstätigkeit zunächst mit geringem Erfolg. 1893 wurde er in Australien zum Apostel berufen und am 8. Juli 1893 von Niemeyer in das Apostelamt eingesetzt. Da es zu dieser Zeit noch keinen Stammapostel gab, hatte jeder Apostel der apostolischen Gemeinden das Ordinationsrecht. 1908 unterstellte Klibbe sich während eines Aufenthaltes in Deutschland direkt dem Stammapostel. 1911 wurde Niemeyer aus Australien wegen unterschiedlicher Positionen in Bezug auf die Vorrangstellung des Stammapostels aus der NAK ausgeschlossen und führte die australischen Gemeinden der Apostolischen Einheits-Kirche unabhängig von der NAK weiter.
1913 traf Carl Klibbe das gleiche Schicksal. Er führte die von ihm gegründeten Gemeinden, die sich zu diesem Zeitpunkt Neuapostolische Gemeinde nannten, weiter, doch musste er die Gemeinden nach einem langjährigen Rechtsstreit mit der Neuapostolischen Kirche 1927 in The Old Apostolic Church of South Africa umbenennen. 1913 berief er in Swakopmund, Namibia seinen Schwiegersohn H. Velde zum Priester und entsandte ihn nach Johannesburg, Südafrika. Später wurde dieser dann zum Evangelisten und Ältesten ordiniert. Am 8. September 1930 wurde H. Velde als Apostel berufen und am 3. April 1931 in Hatton Vale, Australien, als Apostel ausgesondert. Sowohl Klibbe als auch Velde hielten engen Kontakt zu den australischen Gemeinden.
1955 kam es zu einer Kontaktaufnahme zwischen der Apostolischen Gemeinschaft Düsseldorf und H. Velde. Apostel Velde verunglückte jedoch am 27. September 1956 bei einem Autounfall in Wynberg, Kapstadt, tödlich. Nur einige Gemeinden der Old Apostolic Church um den Ältesten Petersen schlossen sich der Apostolic Church of South Africa – Apostle Unity an.
Die Old Apostolic Church beruft sich auf Carl Klibbe als ihren Gründer, weil dieser nach einem Namensrechtsstreit mit der Neuapostolischen Kirche im Juni 1927 die Old Apostolic Church of South Africa registrieren ließ. Die Geschichte dieser Kirche und ihre Entwicklung unter der Leitung von H. Velde ist weitgehend unerforscht.

## Geschichte der Erasmus-Gruppe
Zeitgleich mit der Absetzung von Klibbe setzte Stammapostel Hermann Niehaus am 21. September 1913 Wilhelm Schlaphoff († 1928) während dessen Europareise als Apostel ein, um einige neuapostolische Gemeinden Südafrikas, die dem Stammapostel und Schlaphoff folgten, weiterzuführen. Aufgrund der Botschaft des neuapostolischen Stammapostels Johann Gottfried Bischoffs, der zufolge die Wiederkunft Christi würde zu seinen Lebzeiten stattfinden werde, kam es weltweit zu Unruhe in der Neuapostolischen Kirche und zu Ausschlüssen von Oppositionellen. In Südafrika waren 1954 davon die Apostel Philippus Jacobus Erasmus (1904–1960) und D. C. S. Malan (1918–1968) sowie der Stammapostelhelfer für die südliche Erdhalbkugel, Heinrich Franz Schlapphoff (1894–1965), einem Sohn von Wilhelm Schlaphoff, betroffen. Sie standen einem blühenden Bezirk mit etwa 60.000 Mitgliedern vor und gründeten die Apostolic Church. Ihnen folgten sehr viele Mitglieder. Apostel Schlaphoff übernahm jedoch keinen aktiven Dienst mehr.

## Zusammenschluss
Aufgrund des plötzlichen Todes von Apostel Velde war es nicht mehr zu einem Treffen mit Apostel Erasmus gekommen. Der Älteste der Old Apostolic Church, Petersen, wurde vom australischen Apostel Zielke gebeten, sich mit der Erasmus-Malan-Gruppe zu treffen. Am 23. November 1956 wurde in Kapstadt eine Übereinkunft über den Zusammenschluss erzielt. Etwa 800 Mitglieder und drei Kirchen wurden in die nun Apostolic Church of South Africa genannte Gemeinschaft eingebracht. Bereits im Juli 1956 hatte sich die Apostolic Church of South Africa der internationalen Vereinigung Apostolischer Gemeinden angeschlossen.

## Aktuelle Situation
Am 14. Mai 1972 wurden zwei weitere Apostel berufen: Johannes Philippus Erasmus (1943–1986) und Josua Jeremia Joubert (* 1932). 1978 trat Johannes Philippus Erasmus in den Ruhestand. Er verstarb am 26. Oktober 1986. 1989 wurde im damaligen Homeland Venda eine Mission eingerichtet. Im Februar 1993 feierten die südafrikanischen Gemeinden ihr hundertjähriges Jubiläum. Ende Juli 1997 trat Apostel Joubert in den Ruhestand. Um 2017 trat auch Apostel Johannes Philippus Erasmus in den Ruhestand. Er ordinierte seinen Sohn PJ Erasmus zum Apostel in der "Kathedrale" in Crosby. Ebenfalls um 2017 wurde auch sein Schwiegersohn James Slabbert zum Apostel ordiniert. Während der Corona-Pandemie übertrugen alle drei Apostel Gottesdienste z. T. aus ihren privaten Wohnungen/Häusern. Am 10. Juni 2021 verstarb der Altapostel Johannes Philippus Erasmus an den Folgen einer Corona-Infektion.
Die Gemeinschaft hat ein Glaubensbekenntnis mit sieben Artikeln.
Die Kirche ist derzeit in acht Bezirke mit insgesamt 34 Gemeinden untergliedert. Verbreitungsschwerpunkte sind die Provinzen Westkap und Gauteng. Der Sitz und die Hauptverwaltung befinden sich in Crosby, Johannesburg.

Kirchengebäude
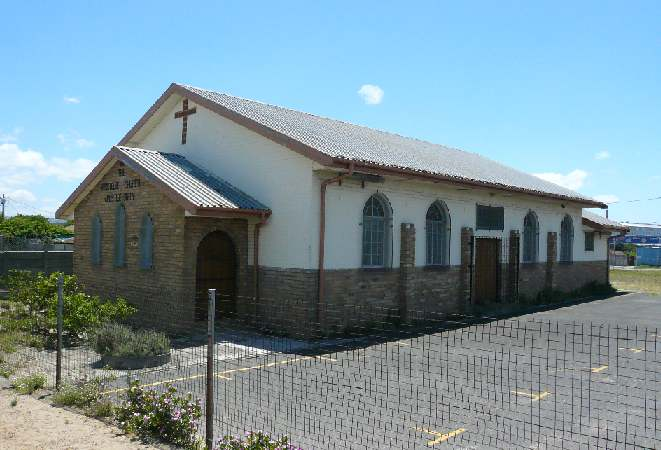
Kirche Kapstadt-Elsiesrivier
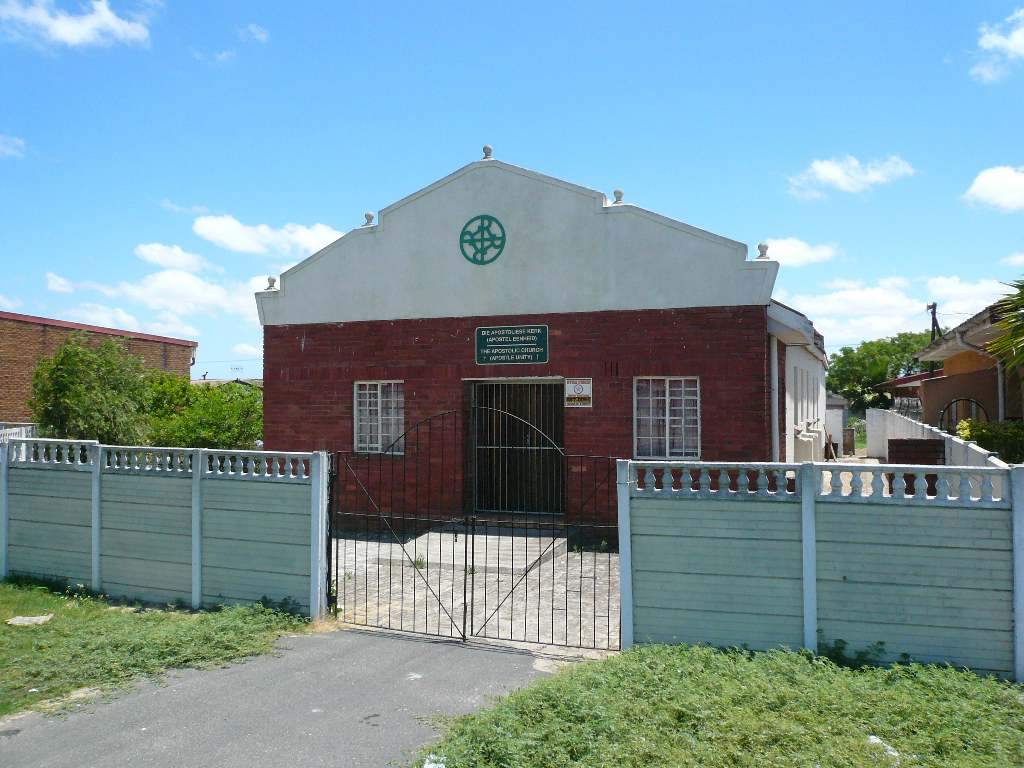
Kirche Kapstadt-Kraaifontein
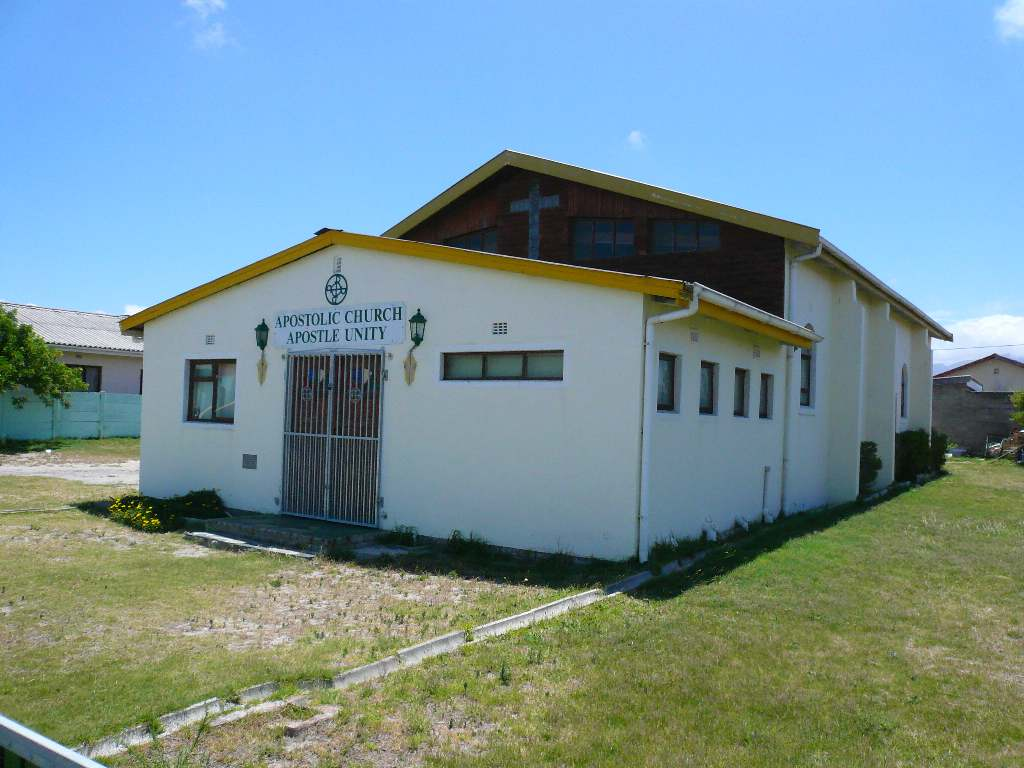
Kirche Kapstadt-Grassy Park
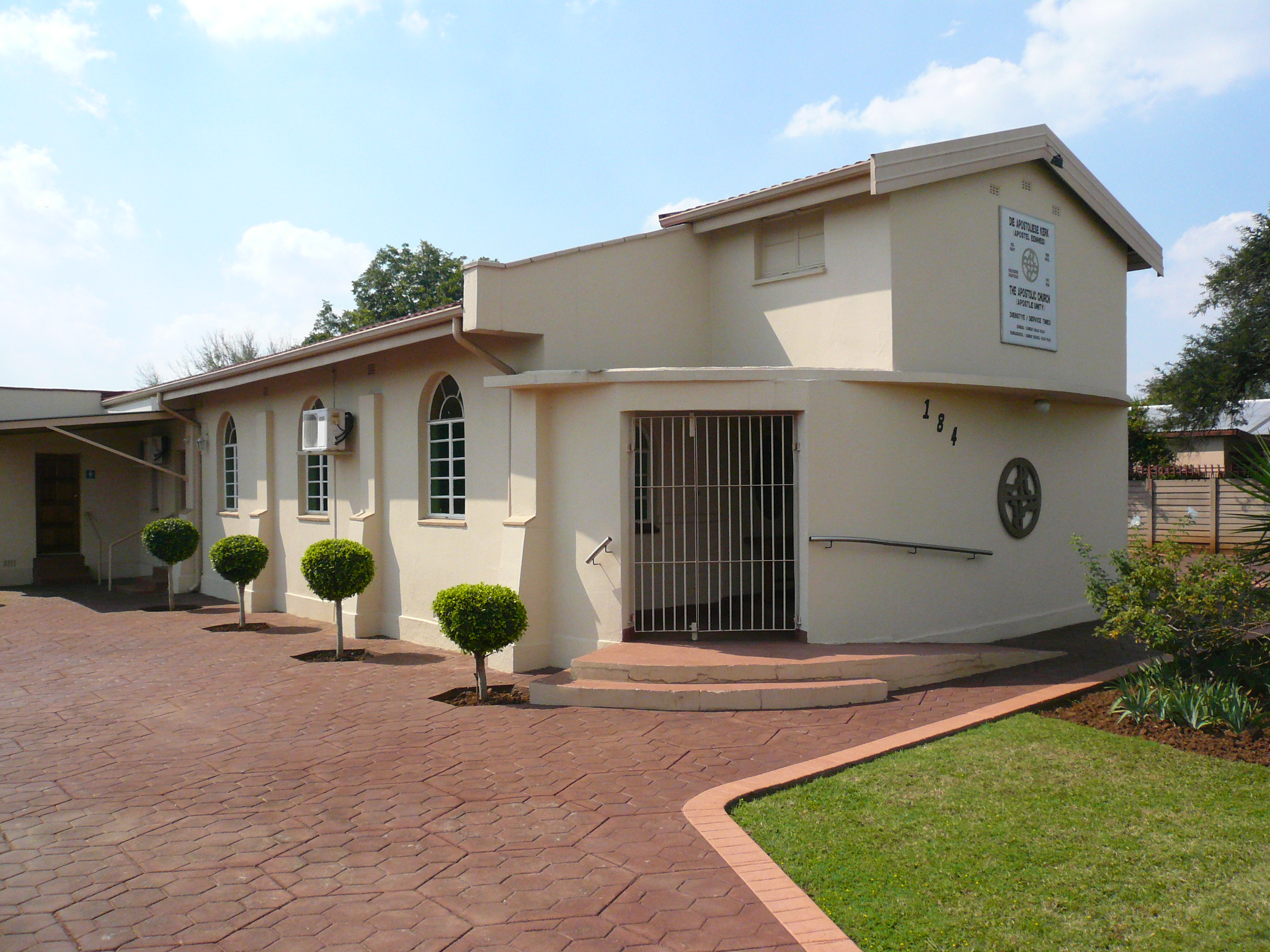
Kirche Pretoria-Mayville
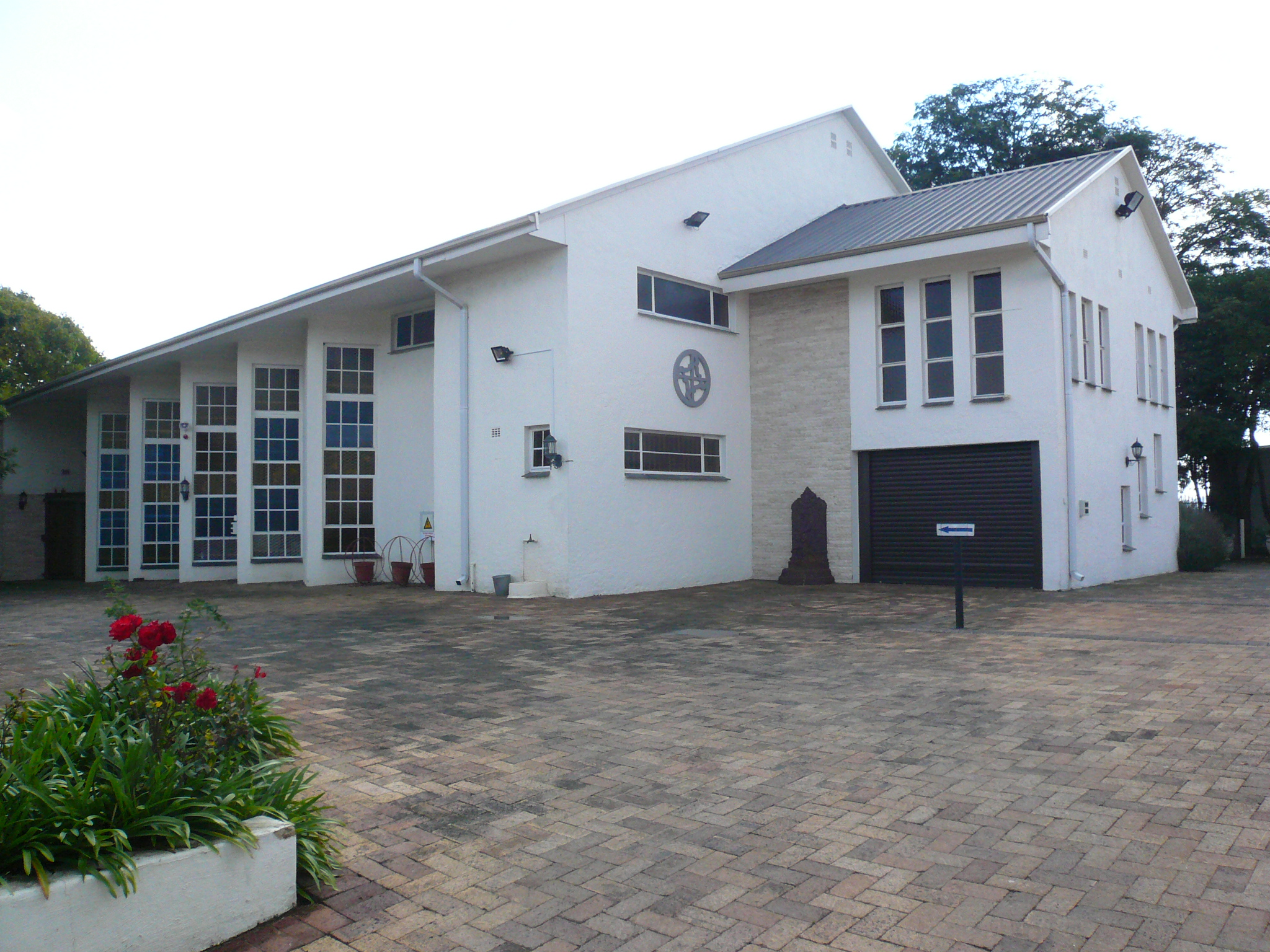
Kirche Johannesburg-Crosby